# Переношенная беременность
Переношенная беременность — беременность, длящаяся 42 и более недель, то есть на две недели больше нормального срока. Роды при такой беременности называются запоздалыми.

## История
Описание переношенной беременности можно найти в античных медицинских трактатах эпохи Гиппократа и Галена. Однако научный подход к этой проблеме начал развиваться только в 1902 году, когда Джон Беллентайн впервые описал признаки перезрелости у новорождённых. В 1948 году Ганс Рунге также внёс свой вклад в исследование этой проблемы. Поэтому синдром, связанный с перезрелостью новорождённых, получил название синдрома Беллентайна — Рунге.

## Эпидемиология
Переношенная беременность встречается довольно часто — от 4 % до 14 % всех случаев. Но истинное перенашивание (после 42 недель) наблюдается только в 1—3 % случаев. У детей, рождённых после 41 недели, повышается риск осложнений — преобладают случаи неонатальной и интранатальной смертности, а также синдром аспирации мекония и поражения центральной нервной системы.

## Этиология и патогенез
Переношенная беременность возникает из-за влияния множества факторов, главными из которых являются нарушения в центральной нервной системе (снижение биоэлектрической активности головного мозга), эндокринные и вегетативные нарушения у беременной.
При переношенной беременности возникают нарушения во многих системах и процессах организма, включая гормональный баланс и ионный обмен. Наблюдается повышение активности некоторых ферментов, таких как лактатдегидрогеназа, а также снижение продукции окситоцина. Кроме того, наблюдается снижение биоэлектрической активности матки и нарушение обменных процессов в миометрии и плаценте. Эти нарушения могут привести к тому, что беременность продлится дольше обычного.

## Классификация
- тенденция к перенашиванию (при сроке 41 неделя — 41 неделя и 6 дней);
- истинное перенашивание (при сроке 42 недели и более)

## Этиология
Возникновение переношенной беременности зависит от многих факторов, но главную роль играет нейрогуморальная регуляция. Факторами риска возникновения переношенной беременности являются: менструальные расстройства, нарушения обмена веществ, гестозы, инфантилизм, позднее половое созревание, перенесённые ранее детские инфекционные заболевания, эндокринные заболевания, воспалительные заболевания половых органов, психические травмы, нарушения гипоталамо-гипофизарно-надпочечниковой системы плода, а также указания на перенашивание беременности в анамнезе.

## Клиническая картина
Переношенная беременность характеризуется рядом клинических симптомов, таких как снижение массы тела беременной на 1 кг и более, уплотнение костей черепа плода и сужение швов и родничков при вагинальном обследовании, изменение характера сердечных звуков плода при аускультации, снижение тургора кожи беременной, увеличение плотности матки в связи с её сокращением и уменьшением количества вод, гипоксия плода, которую можно выявить при пренатальной диагностике, уменьшение объёма живота на 5—10 см после 290 дней беременности, обусловленное обезвоживанием, маловодие, незрелая шейка матки, а также выделение молока вместо молозива из молочных желёз в конце беременности.

## Диагностика
Точная диагностика перенашивания беременности возможна только при наличии точной информации о гестационном сроке.
Клинические данные, помогающие уточнить срок беременности и предполагаемую дату родов:
- дата последней менструации (280 дней);
- дата оплодотворения (≈ 266 дней), овуляции (≈ 266 дней, модифицированное правило Негеле)[6];
- ультразвуковое исследование в I и II триместрах (на данный момент является наиболее точным методом);
- по дате первого выслушивания сердечных тонов (в 12 недель с помощью допплеровского датчика и с 18 недель — стетоскопом)[5]

## Признаки перезрелости плода
Ребёнок, родившийся в таком сроке, обычно имеет признаки перезрелости, известные как синдром Беллентайна — Рунге. Классический синдром включает в себя несколько характерных признаков, таких как мацерация кожи, особенно на кистях и стопах («банные» стопы и кисти), длинные ногти, плотные кости черепа, узкие швы и роднички, сухая кожа с участками десквамации, сниженный тургор кожи, а также отсутствие сыровидной смазки. Современные исследования показывают, что если у ребёнка нет признаков перезрелости при запоздалых родах, то это говорит о пролонгированной, а не переношенной беременности.
Согласно Клиффорду выделяют 3 степени перезрелости:
1. новорождённый сухой, кожа нормального цвета, сыровидная смазка выражена плохо, околоплодные воды светлые, их количество уменьшено, общее состояние новорожденного удовлетворительное.
2. сухость кожных покровов выражена сильнее, имеются участки гипотрофии. Околоплодные воды, пупочный канатик и кожа новорождённого окрашены в зелёный цвет меконием. Перинатальная смертность при второй степени высокая.
3. Кожа, ногти и околоплодные воды жёлтого цвета. Перинатальная смертность среди этих детей ниже.

По статистике, перенашивание происходит в 4-14 % всех беременностей, а у такого ребёнка в 2-5 раз чаще встречают выраженные поражения ЦНС.
Учитывая высокую частоту осложнений со стороны плода при переношенной беременности, целесообразным считается проведение программированных родов в сроке 41 неделя.